# Knut Andersen (calciatore 1930)
Knut Andersen (8 ottobre 1930 – 28 maggio 2002) è stato un calciatore norvegese, di ruolo attaccante.

## Carriera

### Club
Andersen vestì la maglia del Sarpsborg. Con questa squadra, vinse tre edizioni della Norgesmesterskapet (1948, 1949 e 1951).

### Nazionale
Giocò una partita per la Norvegia. Il 25 giugno 1952, infatti, fu in campo nella sconfitta per 4-1 contro la Jugoslavia.

## Palmarès

### Club

#### Competizioni nazionali
- Coppa di Norvegia: 3

Sarpsborg: 1948, 1949, 1951